# Великанова Тамара Яківна
Великанова Тамара Яківна (нар. 21 грудня 1933, м. Кременчук Полтавської області) — український матеріалознавець, доктор хімічних наук, професор, Заслужений діяч науки і техніки України. Головний науковий співробітник відділу № 6 фізичної хімії неорганічних матеріалів Інституту проблем матеріалознавства ім. І. М. Францевича Національної академії наук України. Працює в галузі дослідження сплавів і фазових діаграм складених та багатошарових (багатокомпонентних) систем.

## Біографія та наукова діяльність
У 1956 році закінчила Київський державний університет. Відтоді працює в Інституті проблем матеріалознавства НАН України. У 1968 році захистила кандидатську дисертацію, ставши кандидатом хімічних наук. З 1971 року — старший науковий співробітник. У 1991 році здобула науковий ступінь доктора хімічних наук. Від 1992 — завідувачка відділу фізичної хімії неорганічних матеріалів, у цьому ж році отримала звання професора. З 2018 року — головний науковий співробітник відділу № 6 фізичної хімії неорганічних матеріалів.

Тамара Яківна — фахівець у галузі фізико-хімічного аналізу багатокомпонентних конденсованих металічних систем, досліджує структуру та властивості сплавів багатокомпонентних металічних систем, фізико-хімічну взаємодію тугоплавких металів та взаємодію перехідних металів з неметалічними компонентами, побудову діаграм стану подвійних, потрійних та систем вищого рангу.

Репрезентує Україну у Міжнародній комісії з діаграм стану металічних сплавів, започаткувала Всесоюзні (від 1978), Міжнародні (від 1996) школи-семінари «Діаграми стану в матеріалознавстві».

## Основні наукові праці
- Тройные системы молибдена с углеродом и переходными металлами IV группы. К., 1985 (співавт.)
- Физическая химия неорганических материалов. Т. 1. Термодинамика интерметаллидов и фазовые равновесия в металлических системах. К., 1988 (співавт.)
- Стабильность фаз и фазовые равновесия в сплавах переходных металлов. К., 1991 (співавт.)
- Карбиды редкоземельных металлов: Диаграммы состояния систем РЗМ-С. К., 1992 (співавт.)
- Metallochemistry of chromium in ternary systems formed by chromium with d-metals and carbon // J. of Alloys and Compounds. 2001. Vol. 320 (співавт.)
- Stable and metastable quasicrystals in Albased alloy systems with transition metals // J. of Alloys and Compounds. 2004. Vol. 367 (співавт.).

## Відзнаки
У 1988 році за монографію «Потрійні системи молібдену з вуглецем та перехідними металами IV групи» отримала премію НАН України імені І. М. Францевича.

У 1991 році у складі колективу авторів отримала Державну премію України у галузі науки і техніки за цикл робіт «Дослідження фазових рівноваг та побудова діаграм стану систем перехідних металів, тугоплавких карбідів і оксидів».

У 2018 році Великановій було присвоєне почесне звання Заслужений діяч науки і техніки України.